# اتحاد غوام لكرة القدم
تأسس الاتحاد الغوامي لكرة القدم في عام 1975م وانضم إلى الإتحاد الدولي لكرة القدم في 1996م ثم انضم إلى الاتحاد الآسيوي لكرة القدم في 1992م.